# Veronica Mars
Veronica Mars je americký dramatický televizní seriál, jehož autorem je Rob Thomas. Premiérově byl vysílán v letech 2004–2007, zpočátku na stanici UPN, následně, od roku 2006, na The CW. Čtvrtá řada byla po přestávce, v níž vznikl celovečerní film Veronica Marsová z roku 2014, zveřejněna roku 2019 na streamovací službě Hulu. Hlavní postavou je Veronica Marsová (Kristen Bell), studentka pomáhající svému otci, bývalému šerifovi a nyní soukromému detektivovi. Děj se odehrává ve fiktivním přímořském kalifornském městě Neptune.

## Příběh
Ve městě Neptune v Kalifornii, které je sídlem jak bohatých hvězd, tak obyčejných lidí, se tyto dva rozdílné světy střetávají na místní střední škole. Studentka Veronica Marsová se řadila mezi místní smetánku, měla kamarády z bohatých rodin a její otec byl uznávaným místním šerifem. Přelomovou událostí však byla záhadná smrt její nejlepší kamarádky Lilly Kaneové pocházející z milionářské rodiny. Během vyšetřování by šerif Keith Mars ze své funkce odvolán a Marsovi se stali v místní lepší společnosti nechtěnými; nehledě na nevysvětlený útěk Veroničiny matky od rodiny. Keith Mars si pro obživu založil soukromou detektivní kancelář, ve které mu zdatně pomáhá jeho dcera, jež se zároveň snaží najít pravdu o Lillyině smrti.

## Obsazení

### Hlavní role
- Kristen Bell (český dabing: Kateřina Velebová) jako Veronica Marsová – Veronica patřila mezi oblíbené studenty, chodila s Duncanem Kanem, nejbohatším klukem ve škole, a byla dcerou respektovaného šerifa. To vše se změnilo, když byla zavražděna její nejlepší kamarádka Lilly Kaneová. Od té doby pomáhá svému otci v jeho detektivní kanceláři.
- Percy Daggs III (český dabing: Vojtěch Hájek) jako Wallace Fennel – Nejlepší Veroničin kamarád. Poznal ji, když odřezávala kobercovou lepicí pásku, kterou byl připoután ke stožáru na nádvoří školy.
- Teddy Dunn (český dabing: Michal Holán) jako Duncan Kane (1.–2. řada) – Syn Jakea Kanea, místního softwarového milionáře. Byl také bratrem Lilly a kdysi i přítelem Veroniky.
- Jason Dohring (český dabing: Jan Maxián) jako Logan Echolls – Syn filmové hvězdy, bývalý přítel Lilly Kaneové a nejlepší kamarád Duncana Kanea.
- Sydney Tamiia Poitier (český dabing: René Slováčková) jako Mallory Dentová (1. řada) – Učitelka žurnalistiky na Neptunské střední škole.
- Francis Capra (český dabing: Radek Hoppe) jako Eli „Weevil“ Navarro – Vůdce motorkářského gangu, Veroničin spojenec.
- Enrico Colantoni (český dabing: Otakar Brousek mladší) jako Keith Mars – Otec Veroniky, který byl v Neptune respektovaným šerifem. Z vraždy Lilly Kaneové jejího otce, milionáře Jakea Kanea, díky jehož společnosti je Neptune tak zámožné. Když se později k vraždě přiznal Abel Koontz, Keith začal být považován za neschopného. Stálo ho to jeho práci, jeho ženu a respekt místních obyvatel. Teď vede svou vlastní vyšetřovací praxi, ve které mu pomáhá Veronica.
- Ryan Hansen (český dabing: Mário Kubec [1.–3. řada], Marek Libert [3. řada]) jako Dick Casablancas (2.–4. řada, host v 1. řadě) – Kamarád Logana Echollse, školní rváč a sukničkář.
- Kyle Gallner (český dabing: Jan Kalous) jako Cassidy „Bobr“ Casablancas (2. řada, host v 1. řadě) – Cassidy, přezdívaný Bobr (v originále Beaver), je mladším bratrem Dicka.
- Tessa Thompson (český dabing: René Slováčková) jako Jackie Cooková (2. řada) – Dcera profesionálního baseballisty a přítelkyně Wallace.
- Julie Gonzalo (český dabing: René Slováčková) jako Parker Leeová (3. řada, host ve 4. řadě) – Spolubydlící Mac na Hearst College.
- Chris Lowell (český dabing: Michal Holán) jako Stosh „Piz“ Piznarski (3. řada) – Spolubydlící Wallace na Hearst College, moderátor univerzitní rozhlasové stanice.
- Tina Majorino (český dabing: Kateřina Petrová) jako Cindy „Mac“ Mackenzieová (3. řada, host v 1. a 2. řadě) – Veroničina spolužačka a kamarádka. Počítačová expertka.
- Michael Muhney (český dabing: Filip Švarc) jako Don Lamb (3. řada, host v 1. a 2. řadě) – Šerif v Neptune, bývalý podřízený Keithe Marse.
- Clifton Collins Jr. jako Alonzo Lozano (4. řada) – Zabiják mexického kartelu.
- Frank Gallegos jako Dodie Mendoza (4. řada) – Zabiják mexického kartelu, Alonzův partner.
- Mido Hamada jako Daniel Maloof (4. řada) – Americký kongresman.
- Kirby Howell-Baptiste jako Nicole Malloy (4. řada) – Majitelka klubu v Neptune.
- Dawnn Lewis jako Marcia Langdon (4. řada) – Náčelnice neptunské policie.
- Daran Norris jako Cliff McCormack (4. řada, host v 1.–3. řadě) – Veřejný obhájce, přítel Marsovy rodiny.
- Patton Oswalt jako Penn Epner (4. řada) – Poslíček z pizzerie a nadšenec do řešení vražd.
- David Starzyk jako Richard „Velký Dick“ Casablancas (4. řada, host ve 2. a 3. řadě) – Podnikatel a otec Dicka a Cassidyho.
- Izabela Vidovic jako Matty Ross (4. řada) – Dospívající dívka, jejíž otec byl zabit při bombovém útoku.
- Jacqueline Antaramian jako Amalia Maloof (4. řada) – Matka Daniela a Alexe Maloofových.
- Paul Karmiryan jako Alex Maloof (4. řada) – Mladší bratr Daniela Maloofa.
- J. K. Simmons jako Clyde Pickett (4. řada) – Bývalý lupič pracující pro Velkého Dicka Casablancase.
- Max Greenfield jako Leo D'Amato (4. řada, host v 1.–3. řadě) – Strážník, kamarád Veroniky.

### Vedlejší role
- Brandon Hillock jako Jerry Sacks (1.–3. řada, 29 dílů) – Strážník, pobočník šerifa Lamba.
- Duane Daniels jako Van Clemmons (1.–4. řada, 16 dílů) – Zástupce ředitele na Neptunské střední škole.
- Harry Hamlin jako Aaron Echolls (1.–2. řada, 13 dílů) – Filmová hvězda, otec Logana.
- Charisma Carpenter jako Kendall Casablancasová (2.–3. řada, 12 dílů) – Nevlastní matka Dicka a Cassidyho.
- Amanda Seyfried jako Lillian „Lilly“ Kaneová (1.–2. řada, 11 dílů) – Bývalá nejlepší kamarádka Veroniky, sestra Duncana Kanea a přítelkyně Logana Echollse. Dne 3. října 2003 byla nalezena zavražděná u bazénu v domě Kaneových.
- Alon Tal jako Meg Manningová (1.–2. řada, 10 dílů) – Spolužačka a kamarádka Veroniky a přítelkyně Duncana.
- Erica Gimpel jako Alicia Fennelová (1.–2. řada, 9 epizod) – Matka Wallace.

## Vysílání
| Řada | Díly | Premiéra v USA    | Premiéra v USA    | Premiéra v ČR   | Premiéra v ČR   | Stanice v USA |
| Řada | Díly | První díl         | Poslední díl      | První díl       | Poslední díl    | Stanice v USA |
| ---- | ---- | ----------------- | ----------------- | --------------- | --------------- | ------------- |
| 1    | 22   | 22. září 2004     | 10. května 2005   | 12. února 2007  | 13. března 2007 | UPN           |
| 2    | 22   | 28. září 2005     | 9. května 2006    | 14. března 2007 | 13. dubna 2007  | UPN           |
| 3    | 20   | 3. října 2006     | 22. května 2007   | 16. května 2008 | 12. června 2008 | The CW        |
| film | 1    | 14. března 2014   | 14. března 2014   | 3. května 2015  | 3. května 2015  | —             |
| 4    | 8    | 19. července 2019 | 19. července 2019 | bude oznámeno   | bude oznámeno   | Hulu          |

Seriál se dočkal tří řad, které byly premiérově v USA vysílány od 22. září 2004 do 22. května 2007. První dvě série mají po 22 dílech, třetí sezóna čítá 20 epizod. V roce 2019 byla vydána osmidílná čtvrtá řada.
V Česku byl seriál poprvé vysílán v letech 2007 a 2008 na stanici TV Nova.

## Odvozená díla
Dne 13. března 2013 byla zahájena tvůrcem seriálu Robem Thomasem a herečkou Kristen Bell kampaň na Kickstarteru, jejímž cílem bylo získání dvou milionů dolarů na natočení celovečerního filmu. Během třicetidenní sbírky bylo od 91,5 tisíců přispěvatelů vybráno celkem 5,7 milionů dolarů. Snímek, nazvaný jednoduše Veronica Marsová, byl 14. března 2014 uveden do kin a také zpřístupněn na internetu.
Díky úspěchu sbírky mezi fanoušky oznámila v lednu 2014 stanice The CW, že vznikne spin-off seriálu. Osmidílný internetový seriál Play It Again, Dick, jehož první epizoda měla premiéru 15. září 2014 na platformě CW Seed, je zaměřen na fikcionalizované verze skutečných herců seriálu a na postavu Dicka Casablancase.